# 51P/Harrington-D
51P/Harrington-D, komet Jupiterove obitelji. 